# 살라리로
살라리로(Sallari-ro)는 인천광역시 계양구 서운동에 있는 도로로, 총 연장은 323m이다.

## 유래
이름이 유래된 것은 벼를 쌓고 털던 추수마당이란 의미를 가진 살라리라는 지역명을 반영하였으며, 이 곳이 구획정리사업 지구명인 살라리지구라 부르고 있다.

## 역사
- 2010년 3월 15일 : 도로명으로 살라리로를 고시

## 지리
- 주요 경유지 : 계양구 (서운동)
- 교차하는 도로 : 서부간선로
- 교량 : 한다리교

### 주요 건물 및 시설
- 빛과소금교회 (살라리로 2/서운동 181)
- 엘시드1차 (살라리로 4/서운동 181-1)
- 서운빌딩 (살라리로 9/서운동 180-4)
- 베아트2차 (살라리로 10/서운동 181-4)
- 호은빌딩 (살라리로 11/서운동 180-3)
- 늘봄이지빌 (살라리로 14/서운동 182-1)
- 샤넬 (살라리로 16/서운동 182-2)
- 해송빌리지 (살라리로 18/서운동 182-4)
- 삼성하이츠 (살라리로 20/서운동 182-5)
- 경남아너스빌 (살라리로 21/서운동 178)
- 아델라이타운하우스 (살라리로 26/서운동 183)
- 펜타곤 (살라리로 28/서운동 183-7)